# Mickael Korvin
Pour les articles homonymes, voir Korvin.
Mickael Korvin est un auteur et traducteur franco-américain d'origine hongroise, né à Cuba en 1957[réf. nécessaire]. Il milite pour une écriture phonétique du français, sous le nom de « nouvofrancet ». Il vit à Paris.

## Réalisations
Journaliste et publicitaire, Korvin tient ensuite une boutique de brocanteur au marché aux puces de Saint-Ouen,. Il est l'auteur de six romans publiés, et d'autres en auto-édition.
Mickael Korvin a alterné entre l'écriture de romans en français et en anglais ainsi que la traduction de textes étrangers en français. Dans ses premiers ouvrages, Le Boucher du Vaccarès (1990) et Je, Toro (1991) il a revisité le nouveau roman afin de briser ce qu'il voyait comme le règne de la nostalgie dans la littérature contemporaine française[réf. nécessaire]. Il a traduit I Need More d'Iggy Pop et Les vices ne sont pas des crimes de l’anarchiste américain du XIXe siècle Lysander Spooner.
En 2012 puis en 2020, il est candidat à l'Académie française,.

## Proposition de simplification de l'orthographe du français
Au début de l’année 2012, Mickael Korvin a publié un roman, Journal d'une cause perdue, qui faisait partie de son mouvement (qu'il appelle lui-même « korvinisme ») visant à abolir les accents, majuscules et la ponctuation de la langue écrite, en particulier de la langue française. Il tourne une vidéo avec le rappeur Morsay, dans laquelle ce dernier menace de violer l'écrivain Erik Orsenna. Pendant la vidéo, Mickael Korvin sacre Orsenna « dictateur de la grammaire » et clame qu'il est en train de tuer la langue française,,,,. À la mi-avril 2012, ils postent une nouvelle vidéo, injuriant Patrick Poivre d'Arvor.
Le 26 avril 2012, Mickael Korvin, a publié sur le site web de L'Express un manifeste pour la simplification de la langue française intitulé J'abuse. Mickael Korvin est par la suite devenu contributeur régulier du site internet de ce magazine[réf. nécessaire].
Ses articles parus sur lexpress.fr en dates du 27 septembre puis du 29 octobre 2012 demande  « l’ancien français serait-il plus moderne que le nôtre ? » et affirme que le français est prisonnier de sa grammaire depuis 500 ans. Le mois suivant, il y explique « Pourquoi il faut abolir l’Académie française ».
Korvin parle de « nouvofrancet » pour désigner ce français phonétique qu'il recommande. En parallèle de la sortie de son neuvième roman L'homme qui se croyait plus beau qu'il n'était,,, il en publie la version « nouvofrancet » en ligne : L'om qi se croyet plubo qil netet.

### Romans
- Le refuge nucléaire (nouvelle) La Revue Dossiers d'Aquitaine et d'Ailleurs Numero 48 - Été 1991
- Le Boucher du Vaccarès, et Le Napo (Éditions Jacqueline Chambon - Actes Sud 1991)
- Je, Toro (Éditions Jacqueline Chambon - Actes Sud 1992)
- New Age Romance (Les Belles Lettres 1993, Le Serpent à Plumes 2000)[21]
- How to Make a Killing on the Internet (Pegasus Publishers - UK 2001)
- Le Jeûne (Parisvibrations.com 2009).
- Biorgie (Parisvibrations.com 2010)
- Journal d'une cause perdue (Parisvibrations.com 2012)
- L'homme qui se croyait plus beau qu'il n'était (Le Serpent à Plumes 2016)[22],[23]
- Sire Concis - une histoire de prépuce qui repousse comme une mauvaise herbe (Serpent A Plumes Editions, 2018).

### Traductions
- Samuel Fuller, Cerebro-Choc, (en collaboration avec Jean-Yves Prate), 1993
- Lysander Spooner, Les Vices ne sont pas des crimes, 1993
- Tim Winton, Cet œil, le ciel, [That Eye, The Sky] 1997
- Iggy Pop, I Need More, 2000.
- Alexandre S. Pouchkine, Journal Secret (1836-1837), 2010

### Autres écrits
- Rémy Magron, Sado-maso-chic, (contribution Mickael Korvin), 1995.
- Internet Honoré aux Webby Awards 2015 et Silver Award aux Davey Awards 2015[24] (@twitersavior) pour le hashtag #AMessageToTheMartians (catégorie Social/Weird) de même qu'un autre Davey d'argent en 2016 pour #TheBrightSideOfBrexit[25]

### Théâtre
- New Age Romance

### Art Conceptuel
- Signs of Hope (Signes d'espoir) une collection de pancartes de SDF de Philadelphie pour l'association caritative The Bethesda Project, novembre 2016[26]